# Индустријска зона Марчанизе Суд (Казерта)
Индустријска зона Марчанизе Суд је насеље у Италији у округу Казерта, региону Кампанија.
Према процени из 2011. у насељу је живело 25 становника. Насеље се налази на надморској висини од 23 м.